# Kristrún Rut Antonsdóttir
Kristrún Rut Antonsdóttir (Odense, 12 ottobre 1994) è una calciatrice ed ex cestista islandese, centrocampista del Þróttur.

## Palmarès
- Campionato islandese femminile di seconda divisione: 1

Selfoss: 2017